# سیمای جنگ (نقاشی)
سیمای جنگ (به اسپانیایی: La Cara de la Guerra) یک نقاشی اثر هنرمند فراواقع‌گرای اهل اسپانیا، سالوادور دالی است. این نقاشی در دوره کوتاهی که هنرمند در کالیفرنیا زندگی می‌کرد، کشیده شد.
شوک و تصویر جنگ الهام بخش بسیاری از آثار دالی بوده‌است. این نقاشی بین پایان جنگ داخلی اسپانیا و آغاز جنگ جهانی دوم کشیده شد.
نقاشی یک سر بی‌بدن را نشان می‌دهد که در بیابانی خشک در هوا شناور است. چهره‌اش مانند چهره مردگان چروکیده و پژمرده شده و حالت آن نشان از درماندگی و اندوه دارد. در حفره دهان و چشم‌هایش چهره‌هایی همسان قرار دارند و درون این چهره‌های کوچک نیز چهره‌های دیگری وجود دارد، به‌نظر می‌رسد این روند تا بی‌نهایت تکرار می‌شود. مارهای گزنده در اطراف سر قرار دارند. در گوشه سمت راست نقاشی رد دستی وجود دارد که به‌گفته دالی جای دست خودش است.